# 石垣発電所
石垣発電所（いしがきはつでんしょ）は、沖縄県石垣市にある沖縄電力の火力発電所。

## 発電設備
- 総出力：1万kW[1]

1号ガスタービン
発電方式：ガスタービン発電方式
定格出力：5,000kW
使用燃料：重油

2号ガスタービン
発電方式：ガスタービン発電方式
定格出力：5,000kW
使用燃料：重油